# Бриндизи
Бриндизи (итал. Brindisi) град је у јужној Италији. Бриндизи је и највећи град и средиште истоименог округа Бриндизи у оквиру италијанске покрајине Апулија.
Бриндизи је важна италијанска поморска испостава ка истоку - град је важним трајектним везама повезан са лукама у Грчкој и Албанији.

## Географија
Град Бриндизи налази се у јужном делу Италије, на 120 km источно од Барија. Град се налази на јужној обали Јадранског мора, а у позадини се налази приобална равница. Град се развио око стратешки битног, омањег залива на иначе слабо разуђеном апулијској обали.

## Историја
Постоји неколико легенди о његовом оснивању. По једној легенди Бриндизи је основао грчки херој Диомед. Пре римске експанзије Бриндизи је вероватно био илирско насеље. Латински назив Brundisium је дошао преко грчког назива Брентесион, а то је дошло од Brention што на месапском језику значи „јеленска глава“. Бриндизи је као месапско средиште био у сукобу са Тарантом, а у савезништву са Тури.
Римљани су заузели Бриндизи 267. п. н. е. по једним, а 245. п. н. е. по другим изворима. Након Пунских ратова постао је велико средиште римске војне морнарице, али и средиште поморске трговине. За време Савезничког рата у Риму (91. п. н. е. -88. п. н. е.) грађани су добили римско држављанство, а Корнелије Сула је од Бриндизија створио слободну луку. Бриндизи је претрпио штете за време опсаде коју је 49. п. н. е. извео Јулије Цезар. Поново је нападнут 42. п. н. е. и 40. п. н. е. Један од највећих писаца трагедија у римској књижевности Марко Пакувије је рођен у Бриндизију око 220. п. н. е. Вергилије је умро 19. п. н. е. у Бриндизију. Под Римљанима Бриндизи је био велики град са 100.000 становника. Био је велика лука и главна тачка за пребацивање преко мора у Грчку и на исток. Из Бриндизија би се војске пребацивале до Драча или Крфа. Са Римом је био повезан преко Вија Апије и Вија Трајане.
Касније су га освојили Остроготи, па га је Византија повратила у 6. веку. Лангобарди предвођени Ромуалдом I од Беневента уништили су град 674. године. Због значаја као природне луке убрзо је поново изграђен. Пирати су га 836. године уништили. У 9. веку постојало је Сараценско насеље близу града. Поново је био у поседу Византије, а Нормани су га заузели 1070. године. Био је у саставу Сицилијанске краљевине и Напуљске краљевине под различитим владарским лозама. Као и све Апулијске луке тако је и Бриндизи једно време био у поседу Млетачке републике. Затим га је заузела Шпанија. Куга је 1346. године убила много становништва. Потрес је 1456. године погодио град. Био је под аустријском влашћу 1707—1734, а после тога је под Бурбонима. Од септембра 1943. године до фебруара 1944. године био је привремени главни град Италије.

## Географија
| Клима (Бриндизи)           | Клима (Бриндизи) | Клима (Бриндизи) | Клима (Бриндизи) | Клима (Бриндизи) | Клима (Бриндизи) | Клима (Бриндизи) | Клима (Бриндизи) | Клима (Бриндизи) | Клима (Бриндизи) | Клима (Бриндизи) | Клима (Бриндизи) | Клима (Бриндизи) | Клима (Бриндизи) |
| Показатељ \ Месец          | .Јан.            | .Феб.            | .Мар.            | .Апр.            | .Мај.            | .Јун.            | .Јул.            | .Авг.            | .Сеп.            | .Окт.            | .Нов.            | .Дец.            | .Год.            |
| -------------------------- | ---------------- | ---------------- | ---------------- | ---------------- | ---------------- | ---------------- | ---------------- | ---------------- | ---------------- | ---------------- | ---------------- | ---------------- | ---------------- |
| Средњи максимум, °C (°F)   | 12,7 (54,9)      | 13,2 (55,8)      | 15,0 (59)        | 18,0 (64,4)      | 22,0 (71,6)      | 25,8 (78,4)      | 28,5 (83,3)      | 28,6 (83,5)      | 25,9 (78,6)      | 21,6 (70,9)      | 17,4 (63,3)      | 14,1 (57,4)      | 28,6 (83,5)      |
| Средњи минимум, °C (°F)    | 6,3 (43,3)       | 6,6 (43,9)       | 7,9 (46,2)       | 10,1 (50,2)      | 13,7 (56,7)      | 17,6 (63,7)      | 20,4 (68,7)      | 20,6 (69,1)      | 18,2 (64,8)      | 14,7 (58,5)      | 10,5 (50,9)      | 7,6 (45,7)       | 6,3 (43,3)       |
| Количина падавина, mm (in) | 60,2 (23,7)      | 63,1 (24,84)     | 73,4 (28,9)      | 35,0 (13,78)     | 28,7 (11,3)      | 19,4 (7,64)      | 10,3 (4,06)      | 25,3 (9,96)      | 45,6 (17,95)     | 71,0 (27,95)     | 74,2 (29,21)     | 68,1 (26,81)     | 574,3 (226,1)    |
| [ тражи се извор ]         |                  |                  |                  |                  |                  |                  |                  |                  |                  |                  |                  |                  |                  |

## Становништво
Према процени, у граду је 2010. живело 89.780 становника.
| 1931.  | 1936.  | 1951.  | 1961.  | 1971.  | 1981.  | 1991.  | 2001.  | 2011.  |
| ------ | ------ | ------ | ------ | ------ | ------ | ------ | ------ | ------ |
| 39.885 | 41.699 | 58.313 | 70.657 | 81.893 | 89.786 | 95.383 | 89.081 | 88.812 |

Бриндизи данас има око 90.000 становника, махом Италијана. Остатак су нови досељеници, углавном Албанци. Последњих деценија број становника у граду стагнира.

## Партнерски градови
- Амасија
- Драч
- Лушње
- Патра
- Крф
- Карадениз Ерегли
- Зонгулдак
- Галаци

## Галерија
- Градска катедрала
- Палата Монтенегро
- Главна улица у Бриндизију
- Парк Толедо